# Infanterie-Division Wildflecken
La Infanterie-Division Wildflecken fu una divisione dell'esercito tedesco attiva durante la seconda guerra mondiale.

## Storia
La fu costituita il 17 aprile 1944 nell'area di addestramento militare di Wildflecken. Il 19 giugno 1944 la divisione fu trasferita al Heersgruppe C in Italia ed il 7 luglio fu incorporata nella distrutta 715. Infanterie-Division e nella 232. Infanterie-Division.

## Ordine di battaglia
- Grenadier-Regiment Wildflecken 1
- Grenadier-Regiment Wildflecken 2
- Artillerie-Abteilung Wildflecken
- Pionier-Bataillon Wildflecken[1]